# Maria Voichița
Doamna Maria Voichița (n. 1457, Țara Românească, România – d. 1511) a fost cea de a treia soție a domnului Ștefan cel Mare, doamnă a Țării Moldovei între 1480 și 1511, având 26 de ani de căsnicie cu Ștefan cel Mare.

## Biografie
Maria Voichița a fost fiica lui Radu cel Frumos și a Doamnei Maria. Era nepoata lui Vlad Dracul, strănepoata lui Mircea cel Bătrân. Căsătoria cu domnul Ștefan cel Mare, a avut loc în anul 1480.  Din căsătoria lor au rezultat trei copii, un băiat, viitorul domn Bogdan al III-lea și două fete, Ana și Maria Cneajna, decedată în 1518 și înmormântată la Mănăstirea Putna.
Maria Voichița a murit după cum spune Cronica lui Grigore Ureche „Vă leato 7019 fevruarie, miercuri în săptămâna albă”, adică la 26 februarie 1511. Data morții sale nu a fost menționată însă în inscripția acoperământului de mormânt, de la Mănăstirea Putna, lucrat din porunca fiului ei, Bogdan al III-lea Vlad, în 1513.